# Guillaume-François Rouelle
Guillaume François Rouelle (Mathieu, 16 settembre 1703 – Parigi, 3 agosto 1770) è stato un chimico e farmacista francese che introdusse in chimica il concetto di base contribuendo, inoltre, alla conoscenza dei sali e degli acidi.

## Biografia
Figlio di Jacques e Marie Rouelle Bougon, mostrò sin dalla prima infanzia una grande curiosità. Suo fratello minore era il chimico Hilaire Rouell. Dopo una prima formazione presso il Collège du Bois a Caen iniziò a studiare presso l'Università di Caen dedicandosi agli studi di medicina ed in particolare di chimica. Nel 1730 entrò nell'ex laboratorio di Nicolas Lemery, lavorando per il farmacista tedesco Johann Gottlob Spitzley, trascorrendovi sette anni.
A partire dal 1737, aprì un proprio laboratorio, acquisendo un prestigio tale da ottenere la nomina a dimostratore di chimica presso il Jardin du roi, posizione rimasta vacante alla morte del chimico Gilles-François Boulduc. Dal 1738 organizzò nel suo laboratorio corsi pubblici ai quali parteciparono numerosi studenti, tra cui Denis Diderot, Antoine-Laurent de Lavoisier, Joseph Proust e Antoine-Augustin Parmentier. Ebbe tra i suoi allievi anche François-Antoine-Henri Descroizilles (1751–1825), considerato tra i fondatori dell'analisi volumetrica.
Nel 1744 divenne membro aggiunto dell'Accademia Reale delle Scienze di Francia e nel 1752 membro associato. Nel 1749 fu eletto come membro straniero dell'Accademia Reale Svedese delle Scienze.

## Riconoscimenti
La città di Parigi gli ha dedicato una via nel XV arrondissement.

## Scritti (selezione)
- (FR)  Memoire sur les Sels neutres, Dans lequel on propose une division méthodique de ces Sels, qui facilite les moyens pour parvenir à la théorie de leur crystallisation, In: "Histoire de l'Acadêmie Royale des Sciences",  Paris, 1744, pp. 353–364[2]
- (FR)  Sur le Sel marin (Première partie.) De la crystallisation du Sel marin, in: "Histoire de l'Acadêmie Royale des Sciences", Paris 1745, pp. 57–79 Fevrier 1745[3]
- (FR)  Sur L'inflammation de l’huile de Térébinthine, par l'acide nitreux pur, suivant le procédé de Borrichius; Et sur l'inflammation de plusieurs huiles essentielles, & par expression avec le méme acide, & conjointement avec l’acide vitriolique, in: "Histoire de l'Acadêmie Royale des Sciences", Paris 1747, pp. 34–56[4]
- (FR)  Sur les Embaumemens des Egyptiens, Premier Mémoire, Dans lequel on fait voir que les fondemens de l’art des Embaumemens égyptiens sont en partie contenus dans la description, qu'en a donné Hérodote, & où l'on détermine quelles sont matières qu'on employoit dans ces Embaumemens, in: "Histoire de l'Acadêmie Royale des Sciences", Paris, 1750, pp. 123–150[5]
- (FR)  Mémoire sur les Sels neutres, Dans lequel on fait connoitre deux nouvelles classes de Sels neutres, & l'on développe le phénomène singulier de l'excès d’acide dans ces sels, in: "Histoire de l’Académie Royale des Sciences", Paris, 1754, pp. 572–588[6]